# Illano
Illano (Eilao en asturien) est une commune (concejo aux Asturies) située dans la communauté autonome des Asturies en Espagne.
C'est l'une des communes asturiennes où l'on parle l'éonavien. 

## Paroisses civiles
La commune d'Ibias est divisée en 5 paroisses :
- Bullaso
- Gío
- Herías
- Illano
- A Ronda